# 万里小路尚房
万里小路尚房（までのこうじ なおふさ、天和2年（1682年）6月26日 - 享保9年（1724年）9月4日）は、江戸時代中期の公卿。初名は万里小路熙輔。

## 官歴
- 元禄10年（1697年）：侍従、蔵人、右少弁、正五位下
- 元禄11年（1698年）：正五位上、左少弁
- 元禄14年（1702年）：右中弁
- 宝永元年（1704年）：左中弁
- 宝永3年（1706年）：従四位下、蔵人頭、右大弁
- 宝永4年（1707年）：正四位下
- 宝永5年（1708年）：正四位上
- 正徳元年（1711年）：参議、左大弁
- 正徳2年（1712年）：従三位
- 正徳4年（1714年）：権中納言
- 正徳5年（1715年）：踏歌外弁
- 享保元年（1716年）：正三位
- 享保2年（1717年）：賀茂伝奏
- 享保5年（1720年）：従二位
- 享保7年（1722年）：権大納言

## 系譜
- 実父：清閑寺熙房
- 養父：万里小路淳房
- 母：高倉永敦の娘
- 子：万里小路稙房
- 子：甘露寺規長